# إدي أمادور
إدي أمادور (بالإنجليزية: Eddie Amador)‏ هو منتج أسطوانات ودي جيه وملحن أمريكي، ولد في 13 سبتمبر 1967 في فينيكس في الولايات المتحدة.

## وصلات خارجية
- إدي أمادور على موقع ميوزك برينز (الإنجليزية)
- إدي أمادور على موقع أول ميوزيك (الإنجليزية)
- إدي أمادور على موقع ديسكوغز (الإنجليزية)